# Joan Barrett (Geigerin)
Joan Barrett ist eine kanadische Geigerin und Musikpädagogin.
Von 1965 bis 1968 war Barrett Konzertmeisterin des Ottawa Youth Orchestra. Sie studierte an der Indiana University und bei Josef Gingold, David Zafer, Paul Rolland, Ivan Galamian und Ruggiero Ricci. Außerdem befasste sie sich mit den Werken Moshé Feldenkrais', F. M. Alexanders und Carol Ann Ericksons. Sie unterrichtete Violine und Kammermusik und unterrichtete am Konservatorium der Mount Royal University (MRU), die sie mit dem Distinguished Teaching Award auszeichnete. Dort dirigierte sie auch das Orchester. Sie setzte ihre Lehrtätigkeit am Royal Conservatory of Music der University of Toronto fort, wo sie als Koordinatorin der Young Artists Performance Academy wirkte. Hier war sie auch als künstlerische Beraterin für die Erstellung der neun Aufnahmen zur neuen Violinserie des RCM mitverantwortlich. Seitdem ist sie Academy Coach am Konservatorium der MRU und unterrichtet Geige und Kammermusik an der University of Calgary. Als Geigerin spielte Barrett Kammermusik, gab Recitals und trat als Orchestermusikerin auf. Sie war Konzertmeisterin des Calgary Philharmonic Orchestra, stellvertretende Konzertmeisterin des Stratford Festival Orchestra und Mitglied der Kensington Sinfonia.